# Titularbistum Asuoremixta
Asuoremixta (ital.: Asuoremista) ist ein Titularbistum der römisch-katholischen Kirche.
Es geht zurück auf einen Bischofssitz in der gleichnamigen antiken Stadt, die in der Spätantike in der römischen Provinz Mauretania Sitifensis (heute nördliches Algerien) lag. Spätestens im Zuge der islamischen Expansion ging der Bischofssitz unter.
| Titularbischöfe von Asuoremixta |                                       |                                           |                   |                    |
| Nr.                             | Name                                  | Amt                                       | von               | bis                |
| 1                               | Jorge Francisco Mosquera Barreiro OFM | Apostolischer Vikar von Zamora in Ecuador | 21. April 1964    | 26. September 1990 |
| 2                               | Woldetensaé Ghebreghiorghis OFMCap    | Apostolischer Vikar von Harar (Äthiopien) | 21. Dezember 1992 |                    |